# Centaurea maculosa
Centaurea maculosa és una espècie de planta asteràcia.
Centaurea maculosa, és una espècie de planta del gènere Centaurea que és planta nativa d'Europa. És planta perenne de vida curta amb una arrel mestra i tiges pubescents. És ercta i fa entre 20 i 150 cm d'alt. Creix en zones pertorbades. És molt similar a l'espècie Centaurea stoebe.

## Planta invasora
Ha estat introduïda a Amèrica del Nord, on és considerada una planta invasora en gran part de l'oest dels Estats Units i del Canadà. In 2000, C. maculosa ocupa més de 7 milió acres (28,000 km2) als Estats Units.

## Control

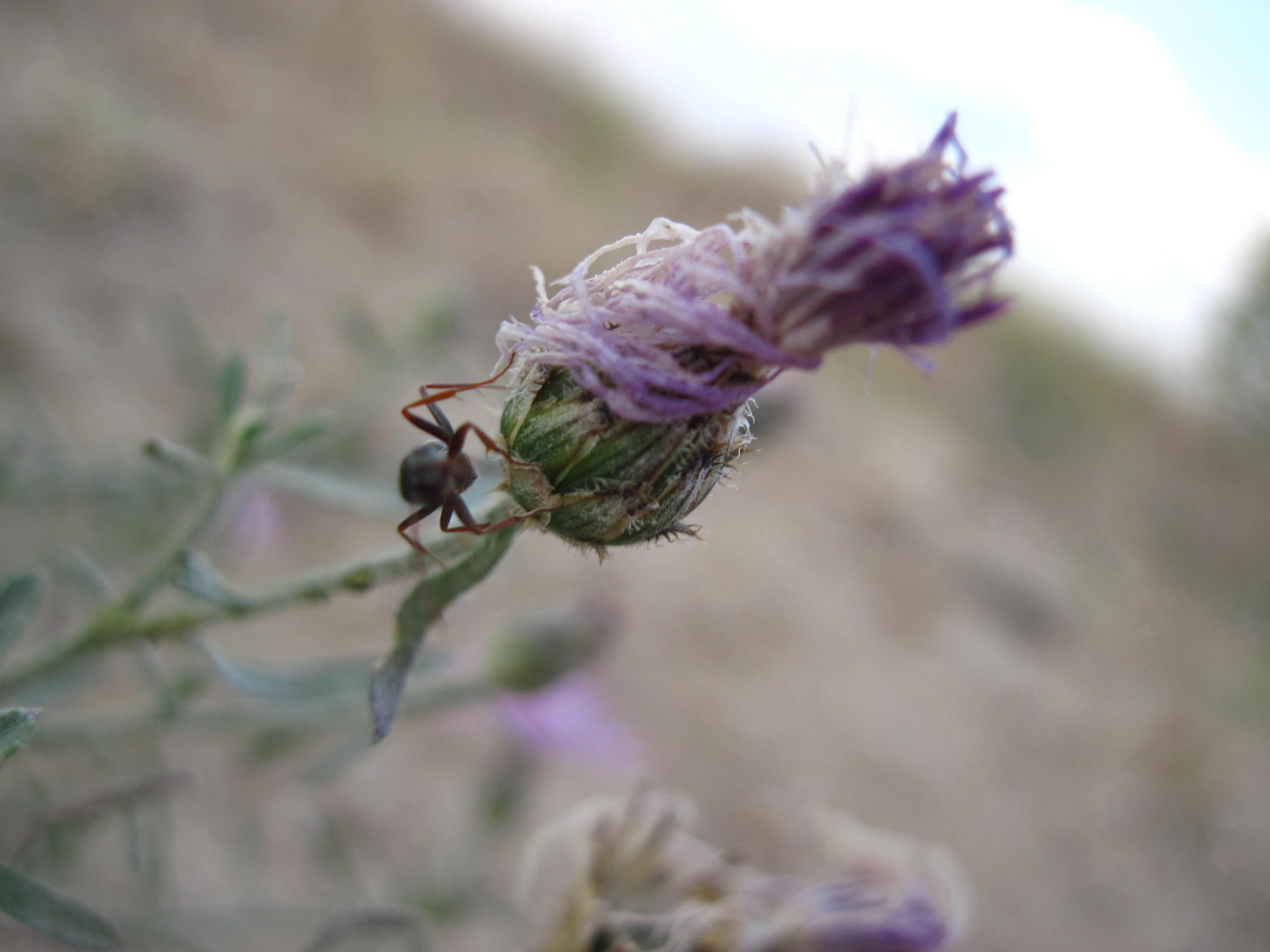
Centaurea maculosa

- Biocontrol amb organismes com les arnes Agapeta zoegana i Metzneria paucipunctella, Curculionoïdeus com Bangasternus fausti, Larinus obtusus, i Larinus minutus i Cyphocleonus achates i les mosques de la fruita Chaetorellia acrolophi, Urophora affinis i Urophora quadrifasciata.[4]

- Pasturatge amb ovelles[5]

- Al·lelopatia via catequina

Les rels de C. maculosa exuden (-)-catequina. Aquesta actua com herbicida per a altres espècies de plantes.